# 雲雀餐飲集團
雲雀餐飲集團（日语： Sukairāku gurūpu ?）為日本的餐飲連鎖集團。該集團的控股公司為Skylark控股有限公司（日语：株式会社すかいらーくホールディングス）。在台灣的子公司則名為雲雀國際股份有限公司。此外，也是雲雀控股股份有限公司的子公司。

## 概要
雲雀餐飲集團經營的餐廳範圍相當廣泛：從洋食的「GUSTO」與「Jonathan's」；和食的「藍屋 (餐飲品牌)」、「夢庵」、「しゃぶ葉」；義大利料理的「グラッチェガーデンズ」；到中式料理的「バーミヤン」，皆為雲雀餐飲集團經營的餐飲品牌。從2000年代起，雲雀餐飲集團開始以併購餐廳品牌，作為實現規模經濟的經營策略。在2023年4月，雲雀餐飲集團在日本、臺灣、馬來西亞與美國，共計2979家。

## 沿革

### 食品超市時代
1962年，被稱為「橫川四兄弟」的横川端、茅野亮、横川竟、横川紀夫，在日本東京都北多摩郡保谷町（現為西東京市）的ひばりが丘団地，開設一座名為壽食品（日语：ことぶき食品）的食品超市。。出於該地地段不佳，當時週刊把該地段形容為「誰來做都會垮的店」（日语：誰がやっても潰れる店），但事實上，四兄弟在該地創業的決定，是基於當地的交通量調查、並藉此下了該地有商機的結論。
在「便利商店」一詞尚未深入人心的當時，壽食品在當地獲得了「食品的便利店」的美譽、以及相當的成功與支持。。隨後在清瀬市、國分寺市開了新分店後，四兄弟開始討論是否要以日本第一的超市為目標。
但是在大型量販店到日本各地開設的高度經濟成長時期，橫川竟見到了國分寺車站的西友超市後，下了「（壽食品）無法贏過西友」的結論、並在1968年暫時關閉壽食品的所有店家。
在轉換期間，四兄弟發現日本當時的外食產業還不太發達後，開始以「成為食品界的日本第一」為目標發展。，並讓經營團隊去美國的Big Boy Restaurants與丹尼餐廳見習。接著，四兄弟在檢討經營團隊究竟要選擇速食餐廳、還是家庭餐廳的經營方向出現分歧。後來，由於速食餐廳計劃中所考慮的麥當勞，授權費高達三億日圓，最後決定放棄速食餐廳路線，改以家庭餐廳為主要方向。

### 雲雀草創期

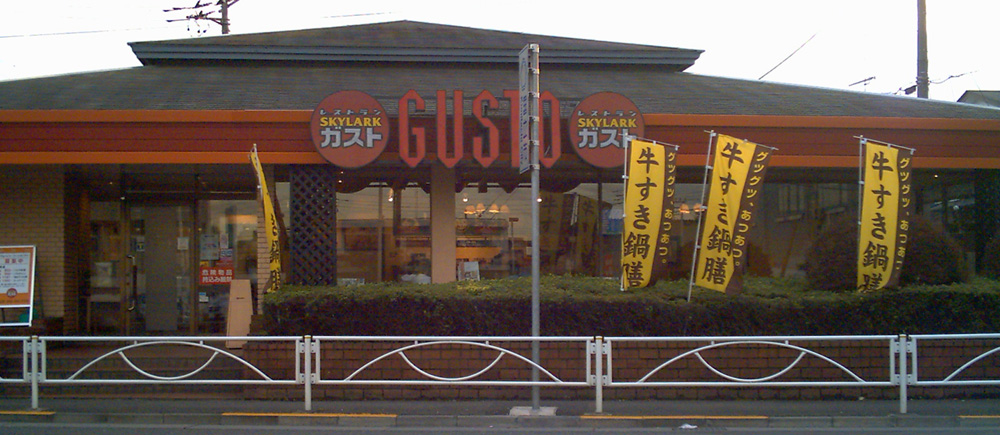
整修後的日本一號店 GUSTO國立店

在決定方向後，經營團隊發現他們無法從都市銀行借貸，決定改從田無市的農業協同組合（現為東京みらい農業協同組合）融資；並買下了當時開發中的東京都府中市甲州街道（日本國道20號）附近的土地。
1970年7月7日，經營團隊在國立市開設了一號店「Skylark」（スカイラーク）。開業時，店面的外觀為三角形的大屋頂，還有延伸到天花板的玻璃窗的美式風格。儘管店名是「國立店」、店外則是國立市界，但實際地址位於府中市西府町5丁目。該店後來改為GUSTO並存續至今。
「Skylark」以及「雲雀」的店名，是源自於壽食品時代起家的東京都府中市市鳥雲雀及其英語「skylark」。。創業時使用片假名「スカイラーク」作為店名，但後來認為形象太過生硬，決定改以平假名「すかいらーく」標記。

雲雀以當時作為中央廚房的國分寺店為中心，在多摩地域迅速開店。。在一號店創設時期，就雲雀已經有以國分寺店為中心，沿著當地幹道開店的「三多摩三十店計畫」、以及1970年「甲州街道作戰」、1971年「青梅街道作戰」、還有1972年は「五日市街道作戰」計畫。但是五日市街道作戰，卻因為當時的五日市街道流量不佳而失敗。。

### GUSTO的轉換期

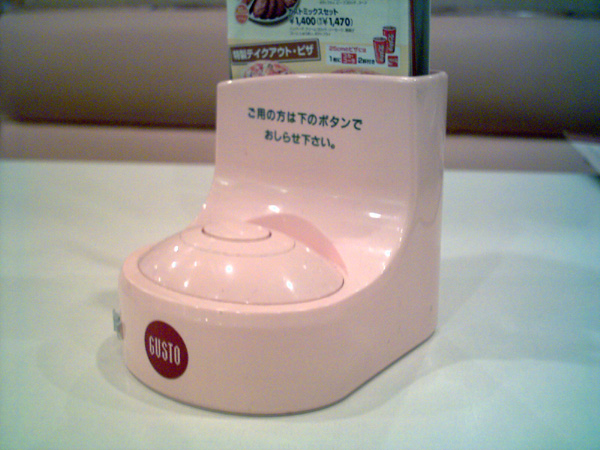
雲雀的呼叫鈴

到了1992年，為了突破當時泡沫經濟破滅後的低迷局面，本來要作為高價位路線實驗的品牌「GUSTO」，最後以低價策略姿態，在東京都小平市開設了一號店。這家小平市店舖最後倒閉，在附近則有新開一家「バーミヤン小平仲町店」。「GUSTO」的店名由來，為「gusto」一詞的西班牙語及義大利語「味道」。但是在讀法上，則是讀成英文的"gusto"（グスト）。
GUSTO引入了當時還算罕見的自助飲料吧、還有ワイヤレス型呼び出しベル；在廚房則引入了實驗性的傳送帶烤箱。出於價格與性能的因素，這些設備都是用リンカーン公司的產品，而不是考慮日本當地廠商。

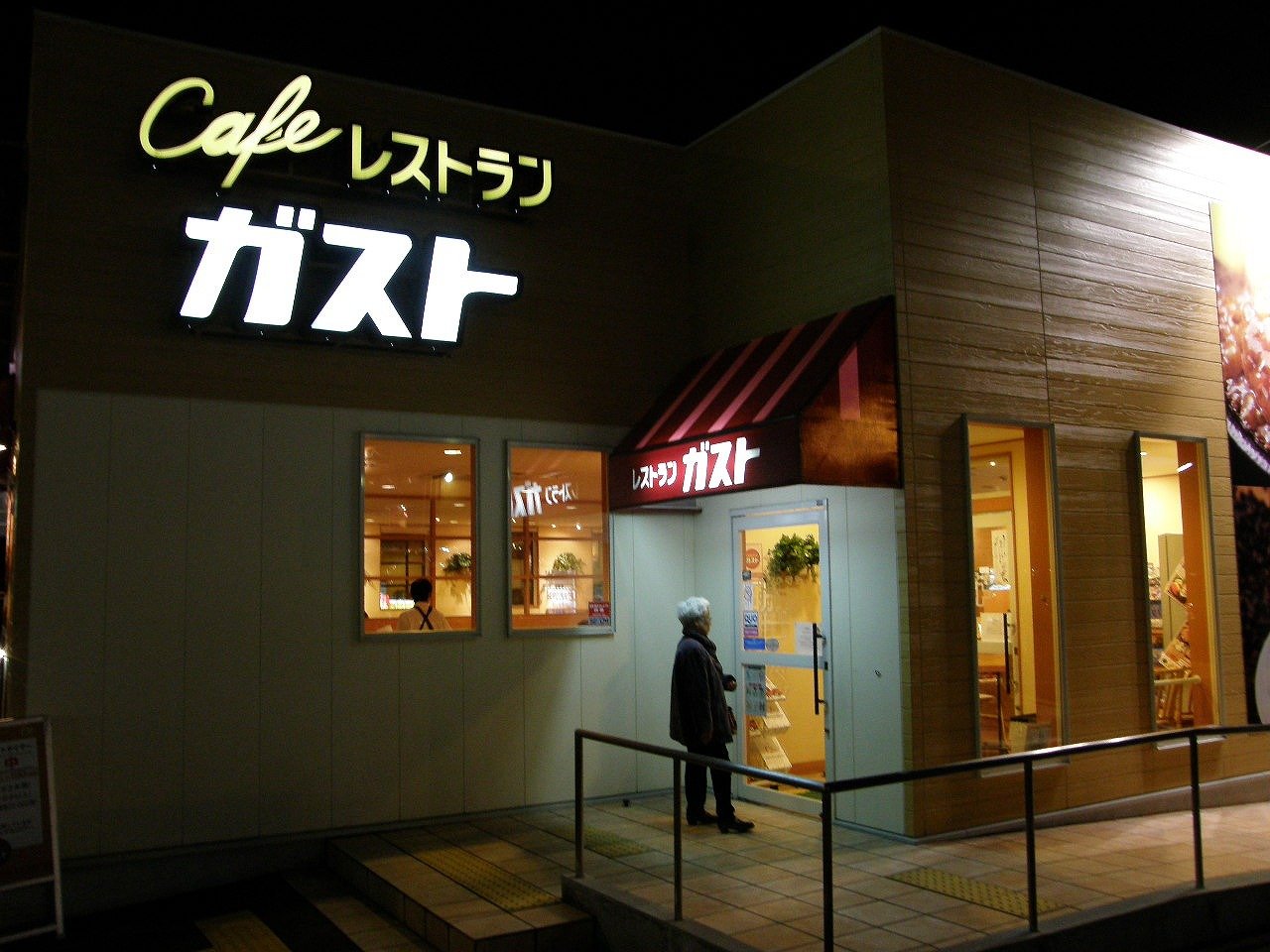
GUSTO近年的外觀

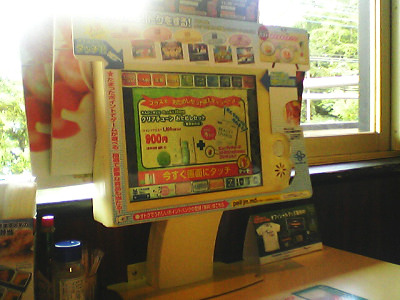
GUSTO內的點餐設備プラスe

1993年當時，以「Skylark」為名字的720家店，花了一年的時間轉換成「GUSTO」。在「美味餐點、平民價格、同在家用餐」的概念下，當時的業界把單價暴跌的現象，稱為「GUSTO化」、或是「GUSTO效應」。
然而，導入自助服務等效率提昇的措施，最終導致來客率下降、菜單變得單調、客層受中也因此惡化，使得餐廳業績在1994年開始下滑。反對過度自助化，導致服務水準降低的時任社長茅野亮，對此抱有相當大的危機感，並透過「ブラッシュアップキャンペーン」重新檢討服務與料理的基本策略、並將都市與地方的定價脫鉤。
在1998年，公司設置了42吋的電漿電視「ガストビジョン」、主要播放內容衛星電視。這項服務最後在2007年告終。
在2001年1月25日，負責銷售與維護停車設備的株式会社ジェイ・シー・エム，開始在GUSTO位於東京都武蔵野市的關前店，導入多媒體終端「PlusE」。隔年四月（2002年4月），GUSTO全面導入PlusE
。PlusE最終於2005年停止服務。。
2003年11月、GUSTO在八王子市的寺町開店。這是首次以家庭餐廳的型態，開到一千家店舖的單一品牌。

### 創業者離職、「Skylark」餐廳的終結
横川竟的再建計畫，最終碰上障礙原物料上漲的阻礙。儘管三得利與伊藤忠商事承諾願意投資雲雀公司，SNC Investment 與工會依舊要求横川辭職；野村證券副總裁要求四兄弟離開社長職位，但横川竟以「與MBO時的承諾不同」為由拒絕辭職。
2008年8月12日，公司召開臨時股東大會和董事會。野村プリンシパル・ファイナンス與CVCキャピタルパートナーズ提案要求横川竟社長解職、並讓時任常務執行谷真擔任社長。該案隨後通過，横川竟與其兄弟因此離開雲雀公司。與此同時，公司董事與Jonathan's社長鬼澤修同時辭職，重建計劃從此改由野村集團的股東方主導。
之後，野村プリンシパル・ファイナンス發表將所有的「Skylark」改名為「GUSTO」。在2009年10月29日，位於埼玉県川口市的最後一家「Skylark」川口新郷店關閉，創業以來的主力品牌「Skylark」店舖自此終結。。
被解職的横川竟，在2013年6月1日於東京都八王子市高倉町開設高倉町珈琲一號八王子店。並在2014年4月28日設立了咖啡連鎖店（株式会社高倉町珈琲）。

### 純控股公司化
2015年到2016年，雲雀集團為了強化「集團的管理與競爭力」，決定藉由分拆公司，將雲雀集團轉移為控股公司為主。在2015年9月17日，集團建立了分拆籌備公司「すかいらーく分割準備株式会社」。並在2016年1月1日將該籌備公司，藉由（吸収分割）形式，接手了すかいらーくのレストラン的業務，並改名為「株式会社すかいらーくレストランツ」，轉為純控股公司。
2018年7月1日，「株式会社すかいらーくレストランツ」的社名改為「株式会社すかいらーくホールディングス」。

## 雲雀集團在臺灣
1981年，喜客來股份有限公司在臺灣成立，並與日本的雲雀餐飲集團展開合作、以「芳鄰餐廳」（現Skylark洋食.芳鄰）為品牌名，在台灣展店。在全盛時期，芳鄰餐廳共有二十三家。
後來，由於芳鄰餐廳在人才培訓與成本方面，無法應付逐漸龐大的展店需求，喜客來在1996年前後，關閉芳鄰餐廳。隨後雲雀集團入主喜客來，並主導芳鄰餐廳的規劃事宜。之後由於臺灣對外資限制逐漸放寬，雲雀集團遂於2005年提供96%的資本額，創立了雲雀國際股份有限公司。在2016年底，雲雀集團買下了剩餘的股份，臺灣雲雀國際自此成為日本雲雀集團的全額轉投資企業。但在經營與管理層面，臺灣的雲雀國際獨立於日本的雲雀集團。

## 現在經營的品牌
雲雀餐飲集團（株式会社すかいらーくレストランツ）
- ガスト
- バーミヤン
- しゃぶ葉（涮乃葉）
- ジョナサン
- 夢庵
- ステーキガスト
- から好し
- むさしの森珈琲
- 藍屋
- グラッチェガーデンズ
- 魚屋路
- chawan
- La Ohana
- とんから亭
- ゆめあん食堂
- 三〇三
- 八郎そば
- 桃菜

ニラックス株式会社
- グランブッフェ
- 包包點心
- 點心甜心
- ブッフェ エクスブルー
- フェスタガーデン
- パパゲーノ
- くし葉

株式会社トマトアンドアソシエイツ
- トマト&オニオン
- じゅうじゅうカルビ

株式会社フロジャポン
- フロプレステージュ

雲雀國際股份有限公司
- Skylark洋食.芳鄰
- 義式屋古拉爵
- 藍屋日本料理
- 涮乃葉
- 涮之華
- 橫濱牛排
- 武蔵野森珈琲

## 過去經營的品牌
- すかいらーく
- スカイラークグリル
- スカイラークガーデンズ
- ハンバーグガスト
- チャイナカフェ・ガスト
- おはしカフェ・ガスト
- どんぶりガスト
- Sガスト
- Sバーミヤン
- ジェイズガーデン
- ジョナサンブレッド
- イエスタディ
- マルコ
- 蕎麦割烹夢庵
- 焼肉ほたる苑
- ビルディ
- ごはんや八福
- デリカ八福
- カーニバルブッフェ
- ナイトバーズ

## 外部連結
- すかいらーくグループ （页面存档备份，存于）
- ラークル （页面存档备份，存于）
- 雲雀國際 （页面存档备份，存于）